# Nevermore (album)
Nevermore è il primo omonimo album in studio del gruppo musicale thrash metal statunitense Nevermore, pubblicato dalla Century Media nel 1995. Nel 2006 è stato rimasterizzato e ripubblicato con 5 bonus track.

## Tracce
1. What Tomorrow Knows – 5:11
2. C.B.F. – 6:02
3. The Sanity Assassin – 6:21
4. Garden of Gray – 4:48
5. Sea of Possibilities – 4:18
6. The Hurting Words – 6:17
7. Timothy Leary – 5:12
8. Godmoney – 4:43

### Tracce bonus
1. The System's Failing (Bonus Track)
2. The Dreaming Mind (1992 Demo)
3. World Unborn (1992 Demo)
4. Chances Three (1992 Demo)
5. Utopia (1992 Demo)
6. What Tomorrow Knows (videoclip)

## Formazione
- Warrel Dane – voce
- Jeff Loomis – chitarra
- Jim Sheppard – basso
- Van Williams – batteria

Altri musicisti
- Mark Arrington – batteria (1, 4, 6, 8)
- Christine Rinehart – voce addizionale (4)